# سفارة البحرين لدى روسيا
سفارة البحرين لدى روسيا هي البعثة الدبلوماسية لمملكة البحرين لدى جمهورية روسيا الاتحادية، وتقع بالعاصمة موسكو.